# Subdistrictul Karnaz
Subdistrictul Karnaz (în arabă ناحية كرناز) este un subdistrict (nahiya) în districtul Mhardeh din guvernoratul Hama. Centru administrativ al acestui subdistrict este Karnaz. Potrivit Biroului Central de Statistică din Siria (CBS), subdistrictul Karnaz avea o populație de 25.039 la recensământul din 2004.